# Valea Drăganului, Cluj
Valea Drăganului (în maghiară Nagysebes) este un sat în comuna Poieni din județul Cluj, Transilvania, România. Este situată la limita munților Vlădeasa, munților Meseș și depresiunii Huedin. Este străbătută de râul Drăgan. Este situată la 65 km de Cluj-Napoca și 84 km de Oradea.

## Galerie de imagini, Valea Drăganului și împrejurimile

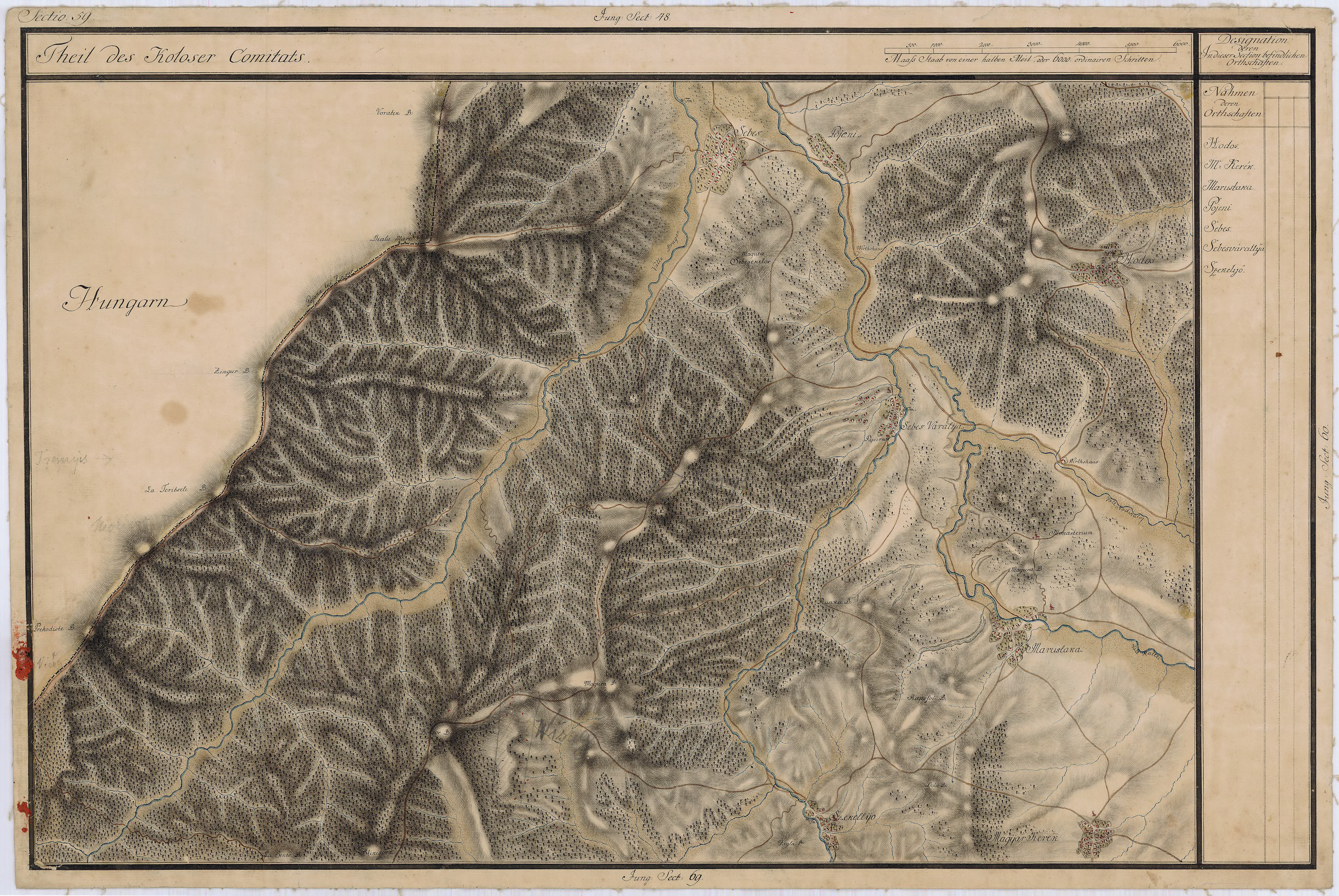
Valea Drăganului în Harta Iosefină a Transilvaniei, 1769-1773
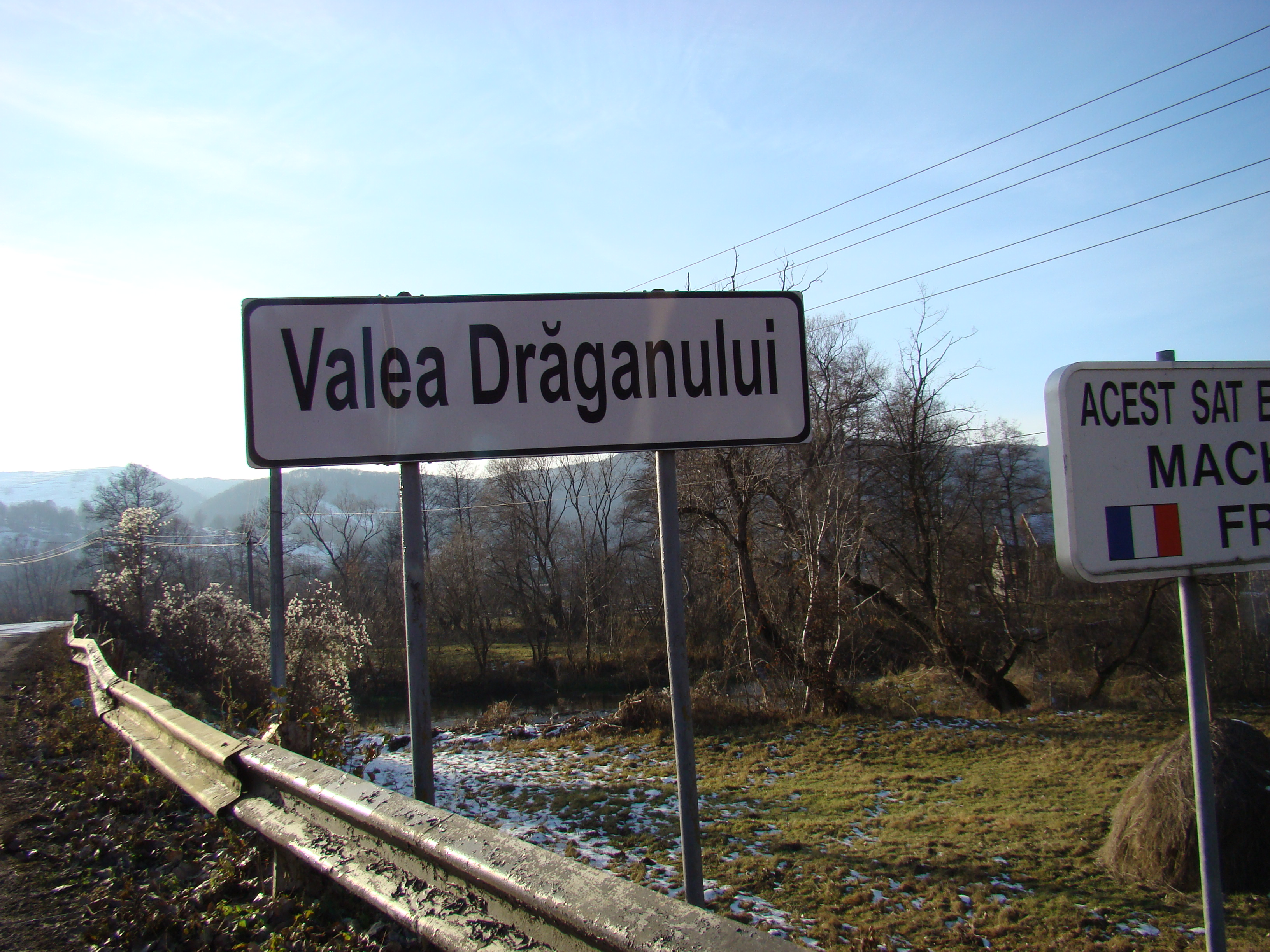
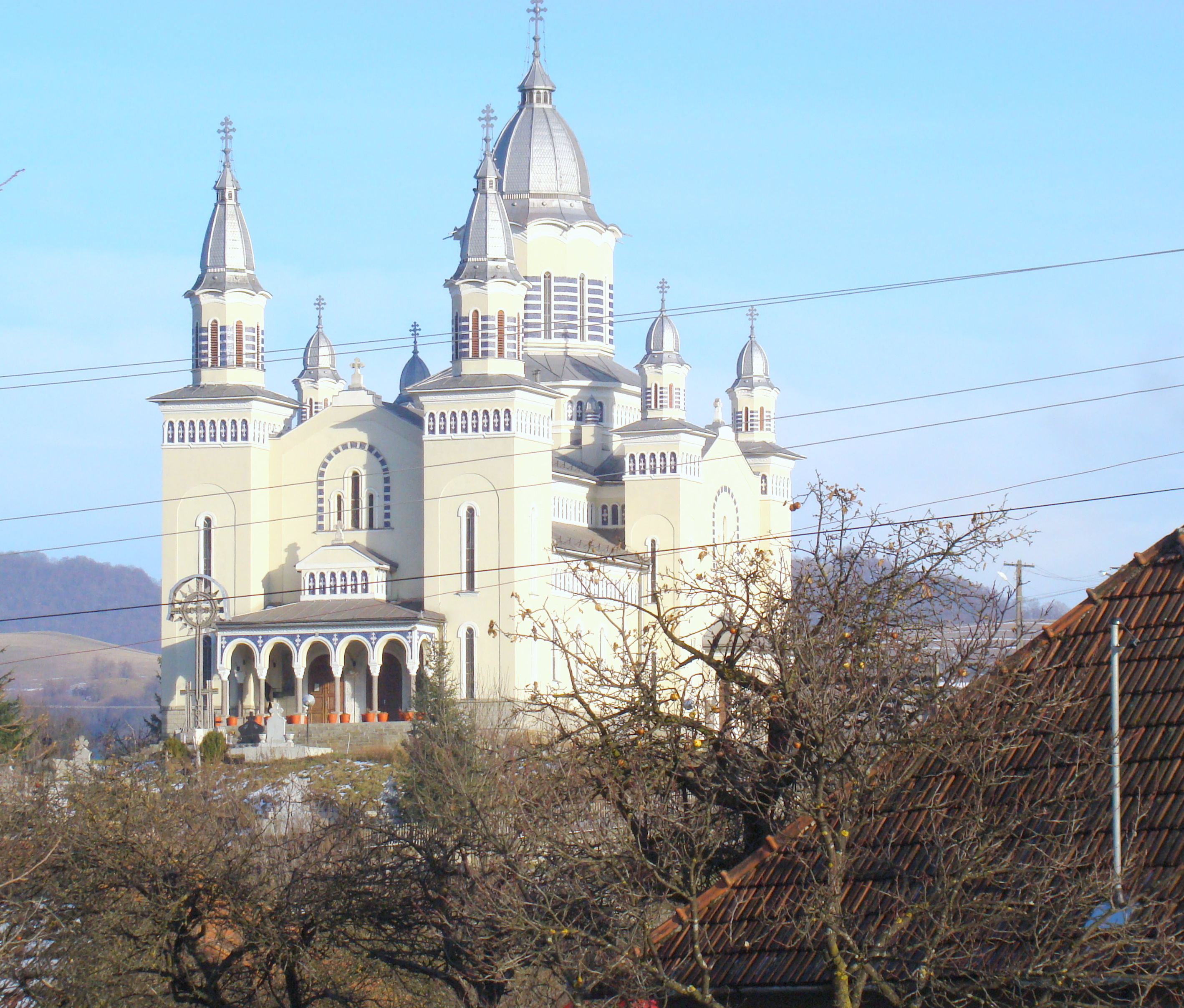
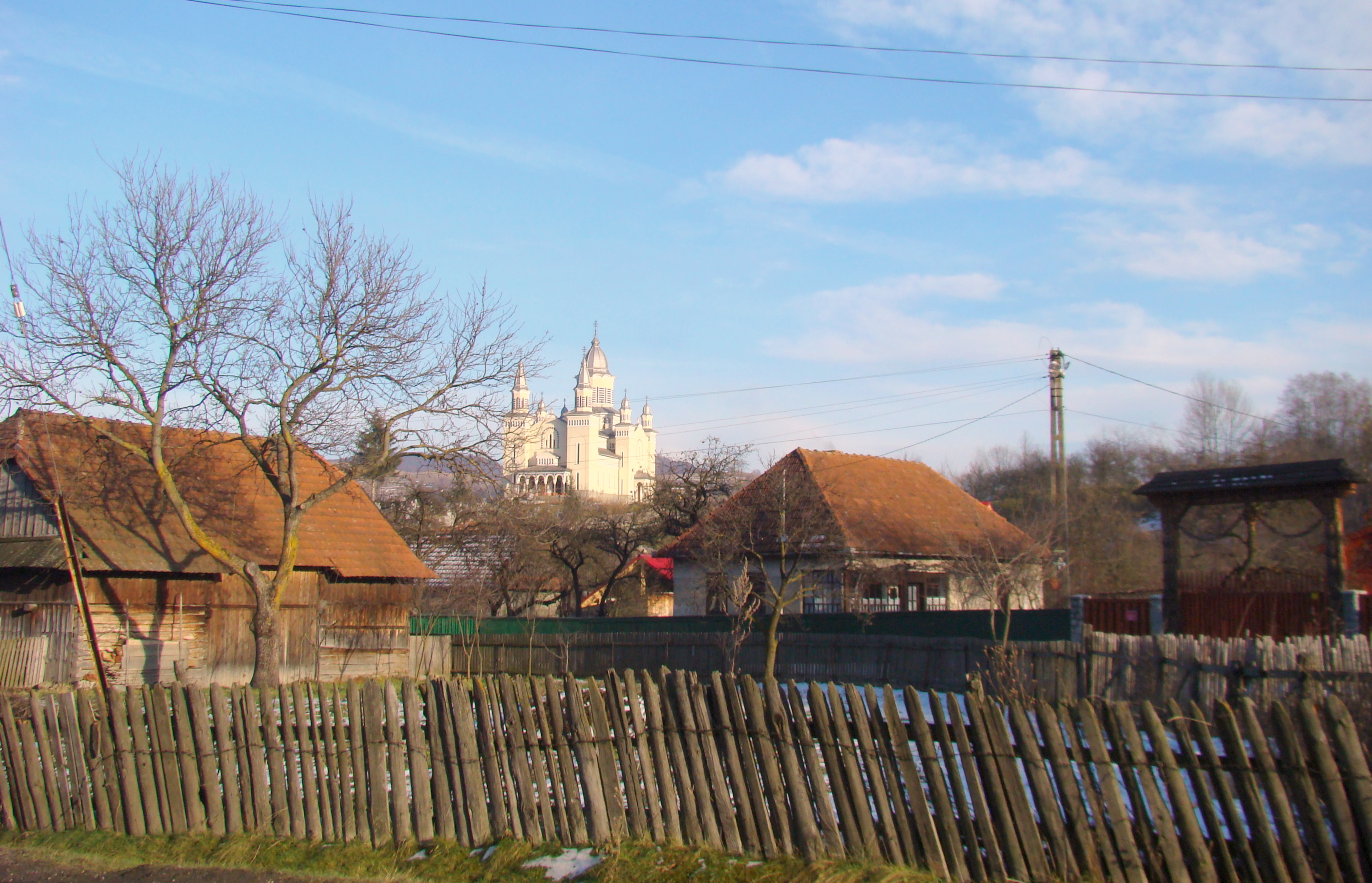
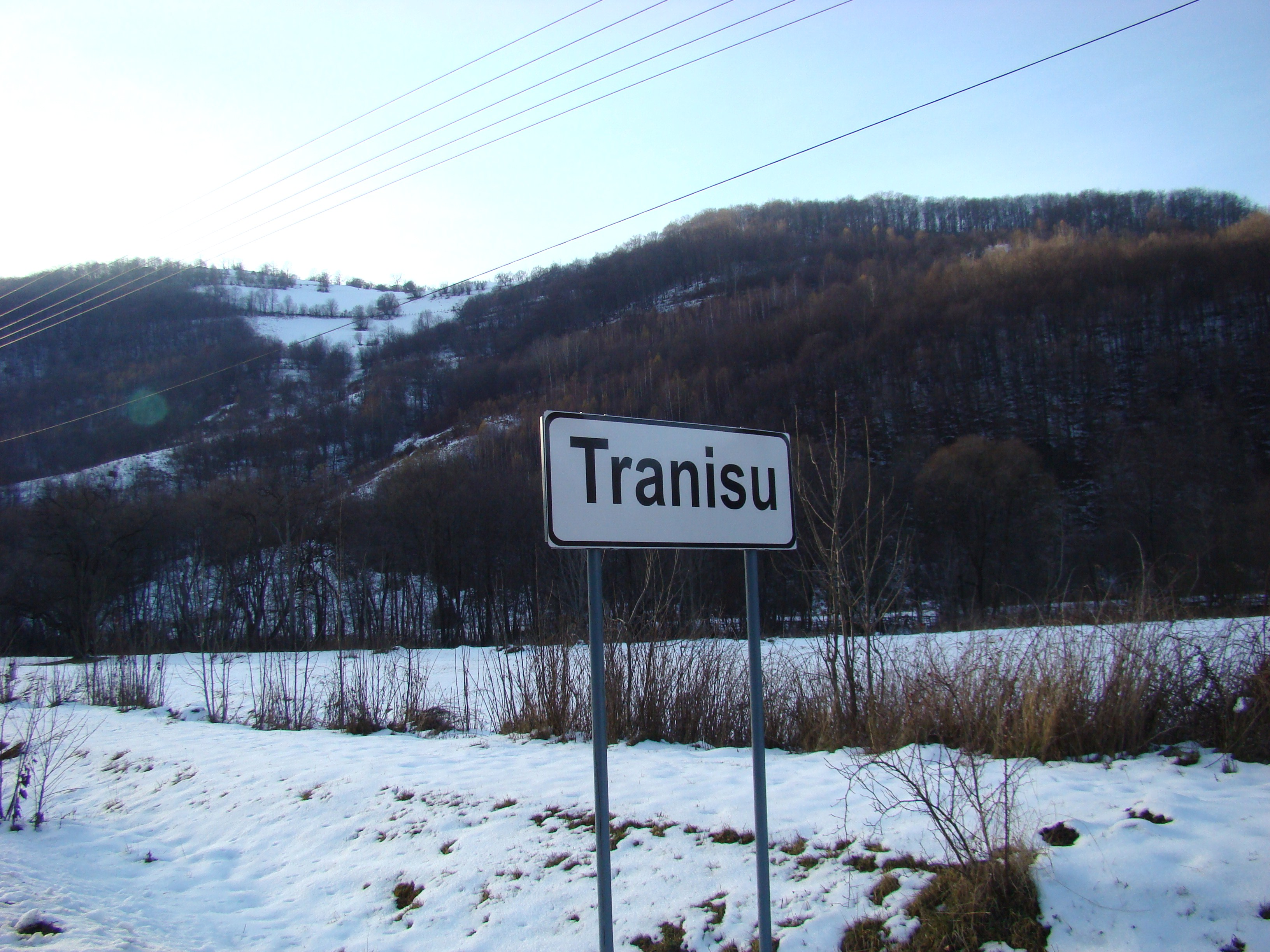
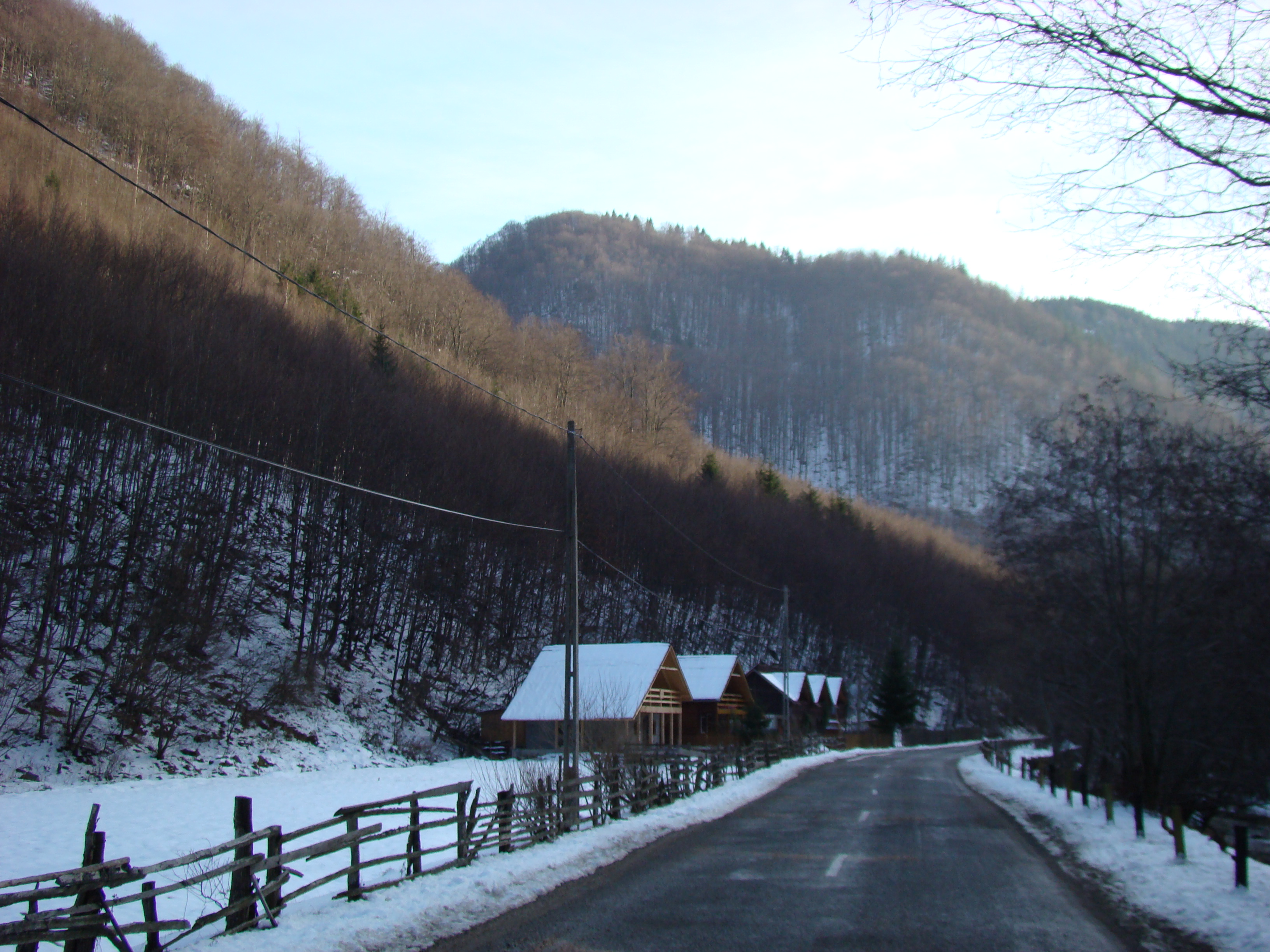
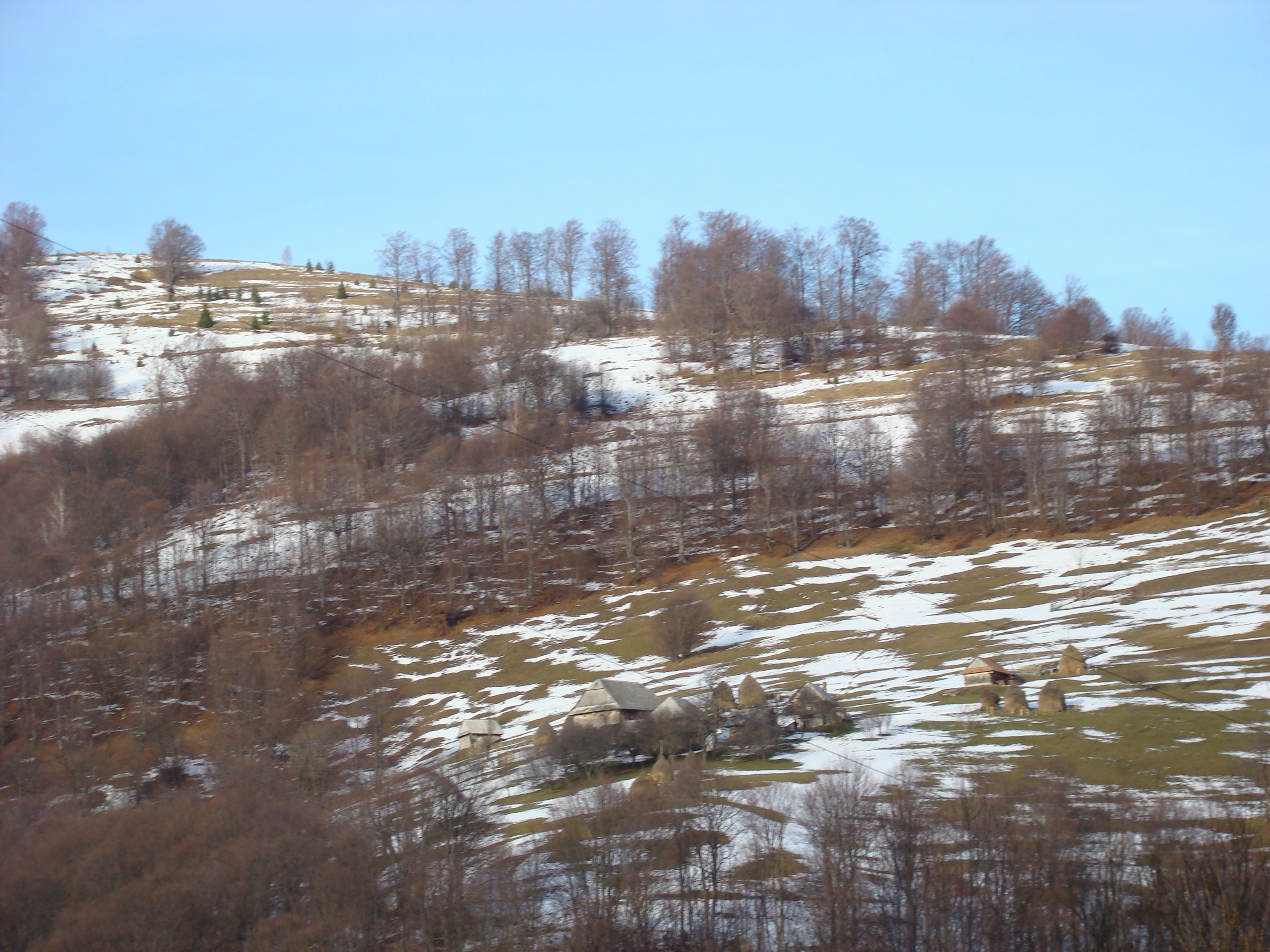

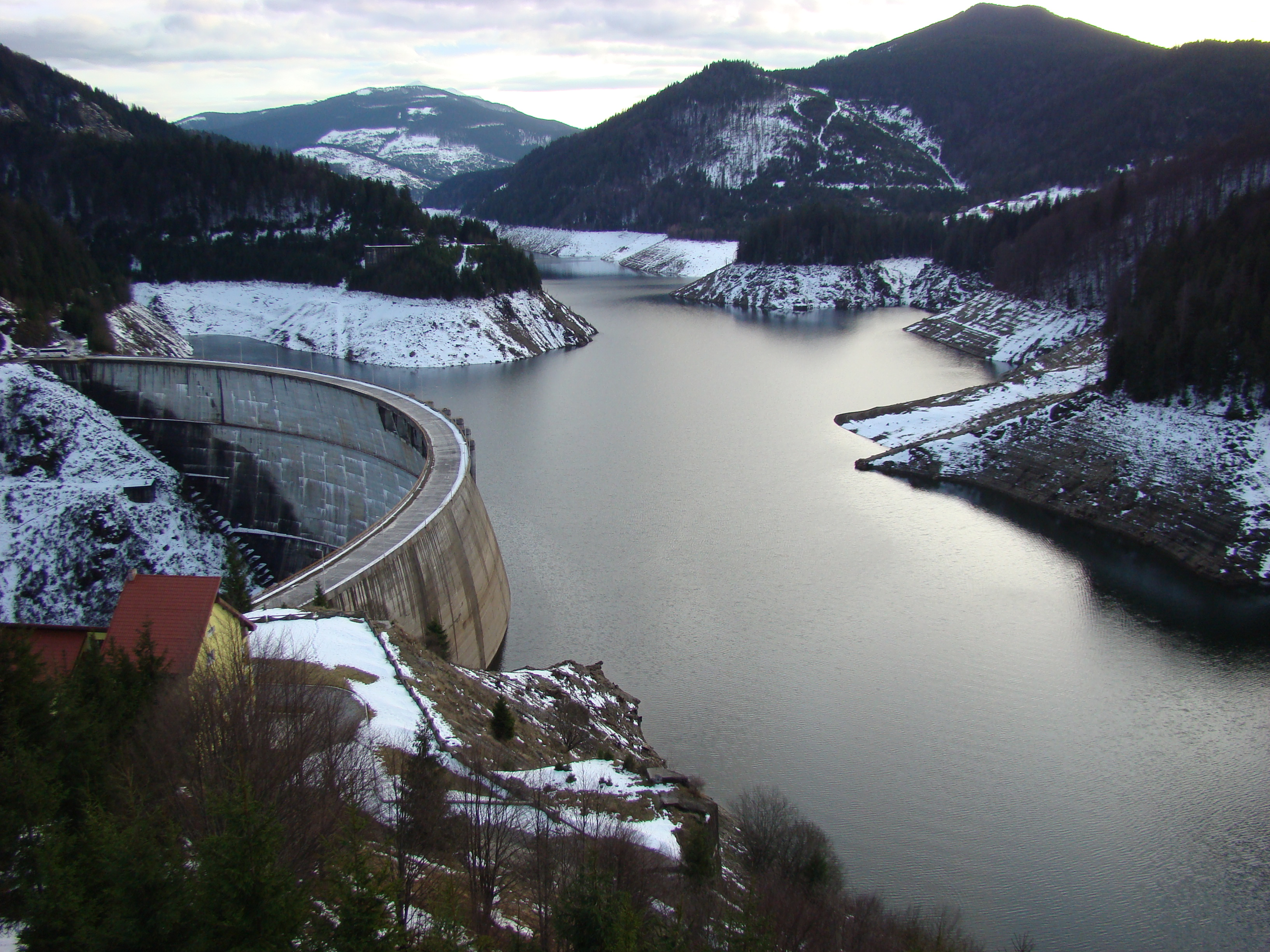
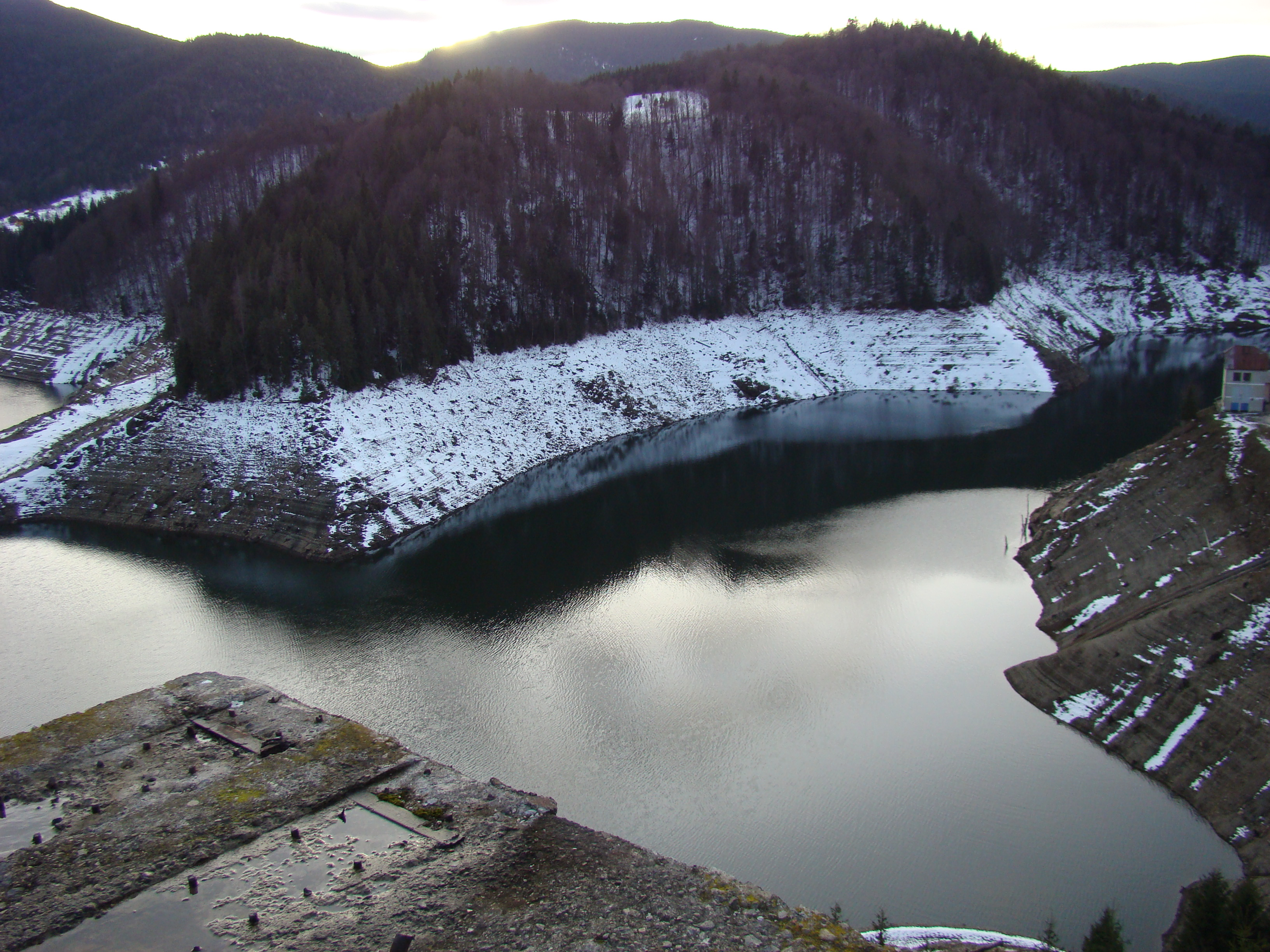
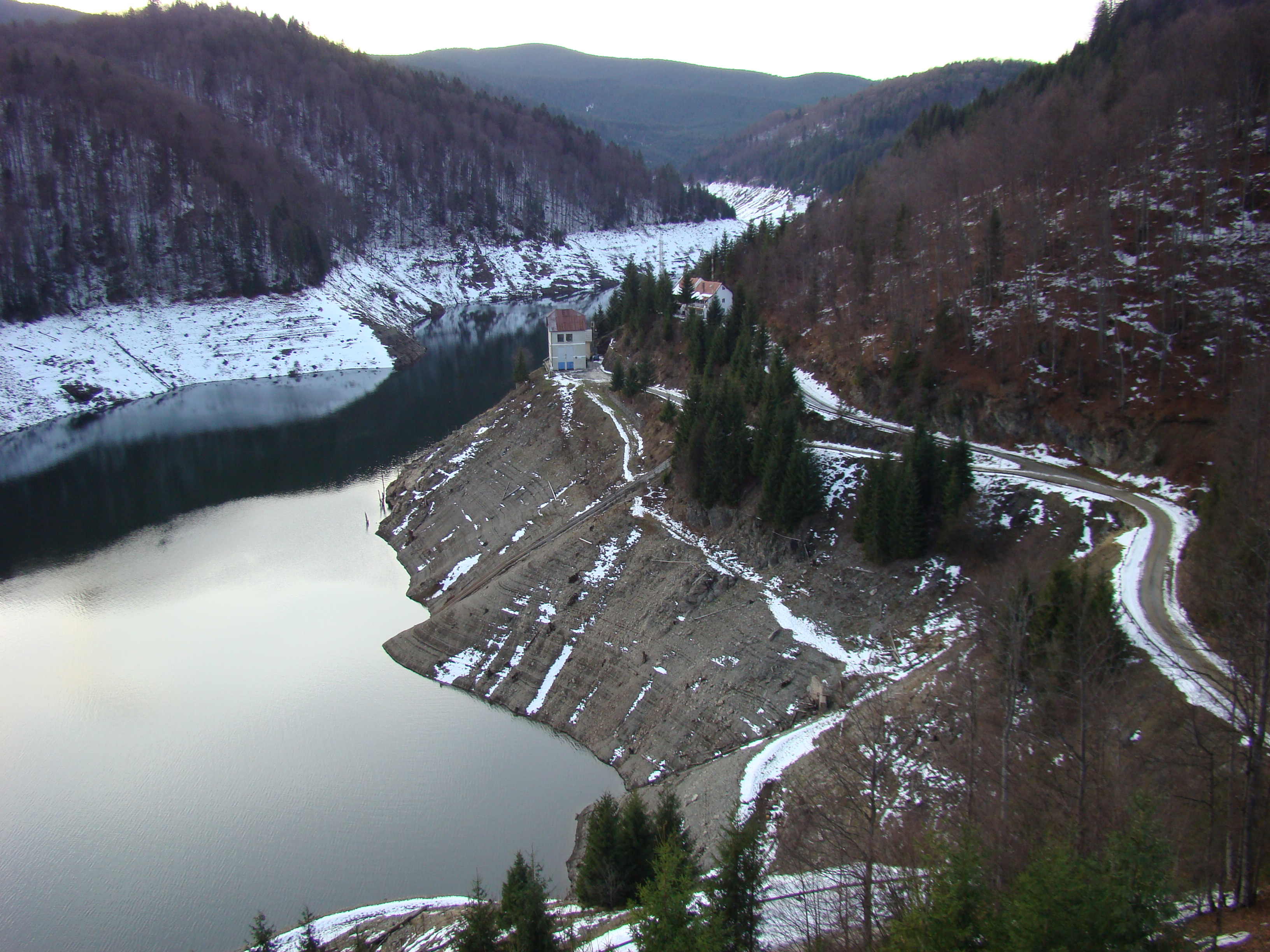
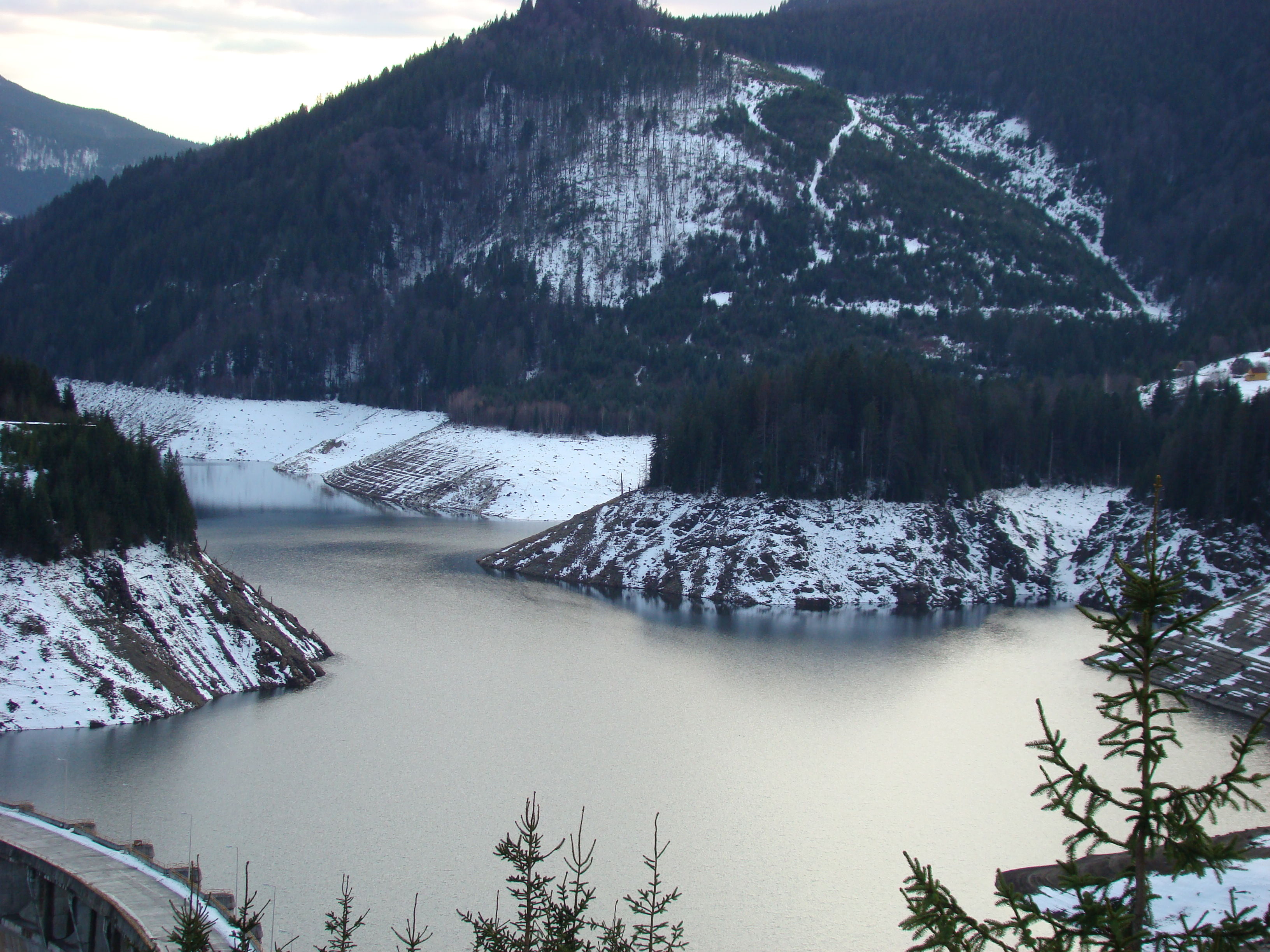
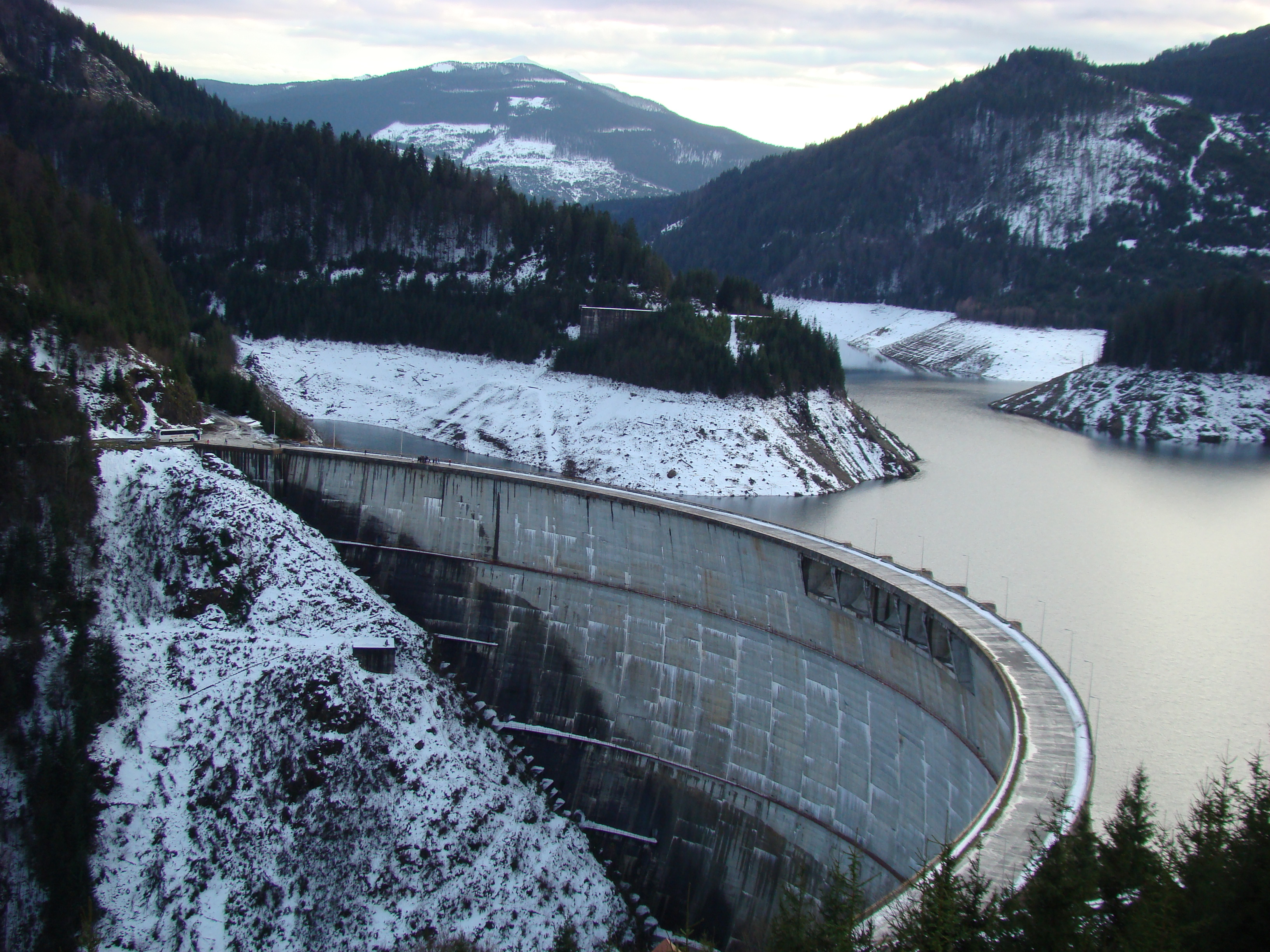
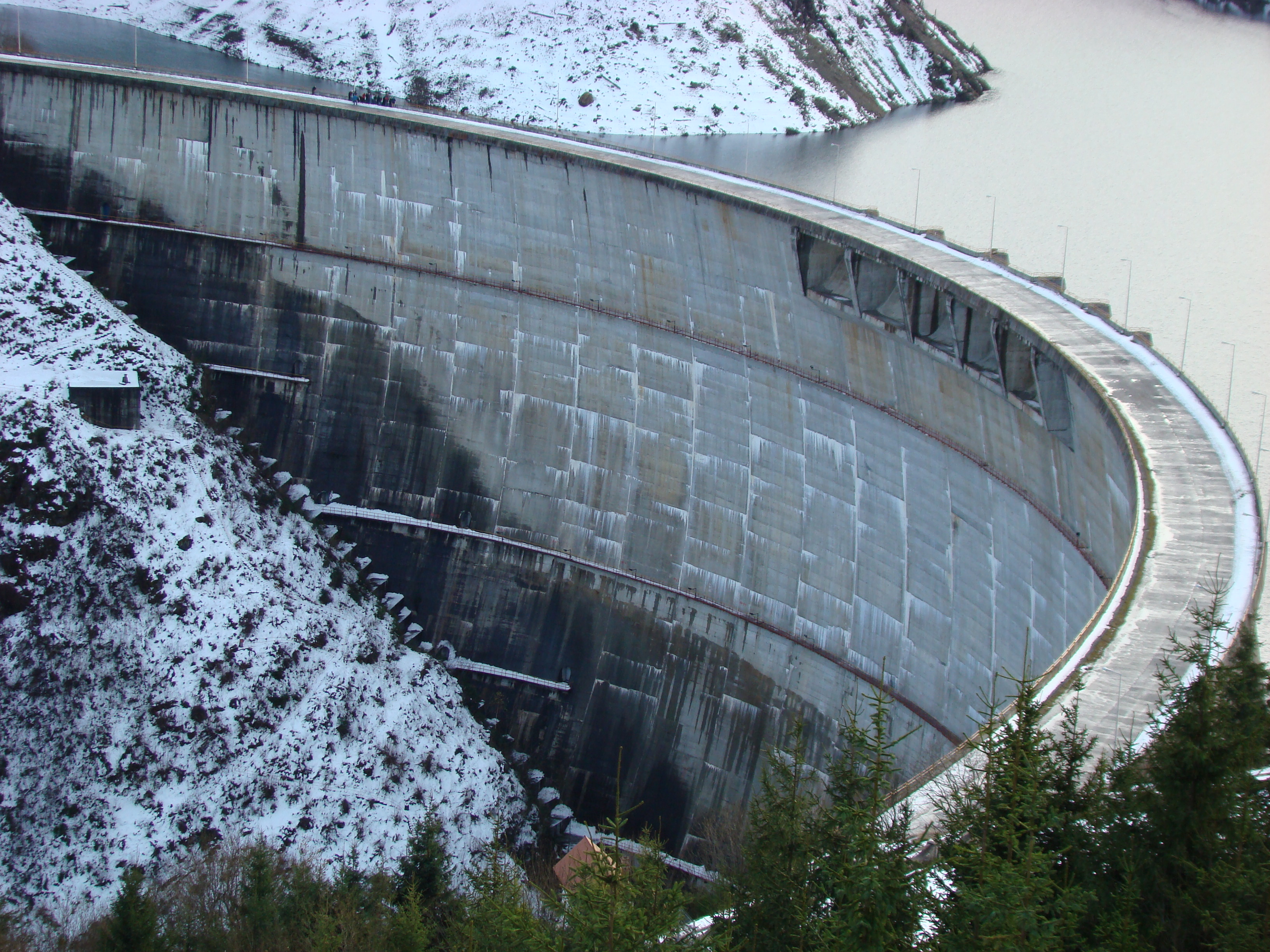
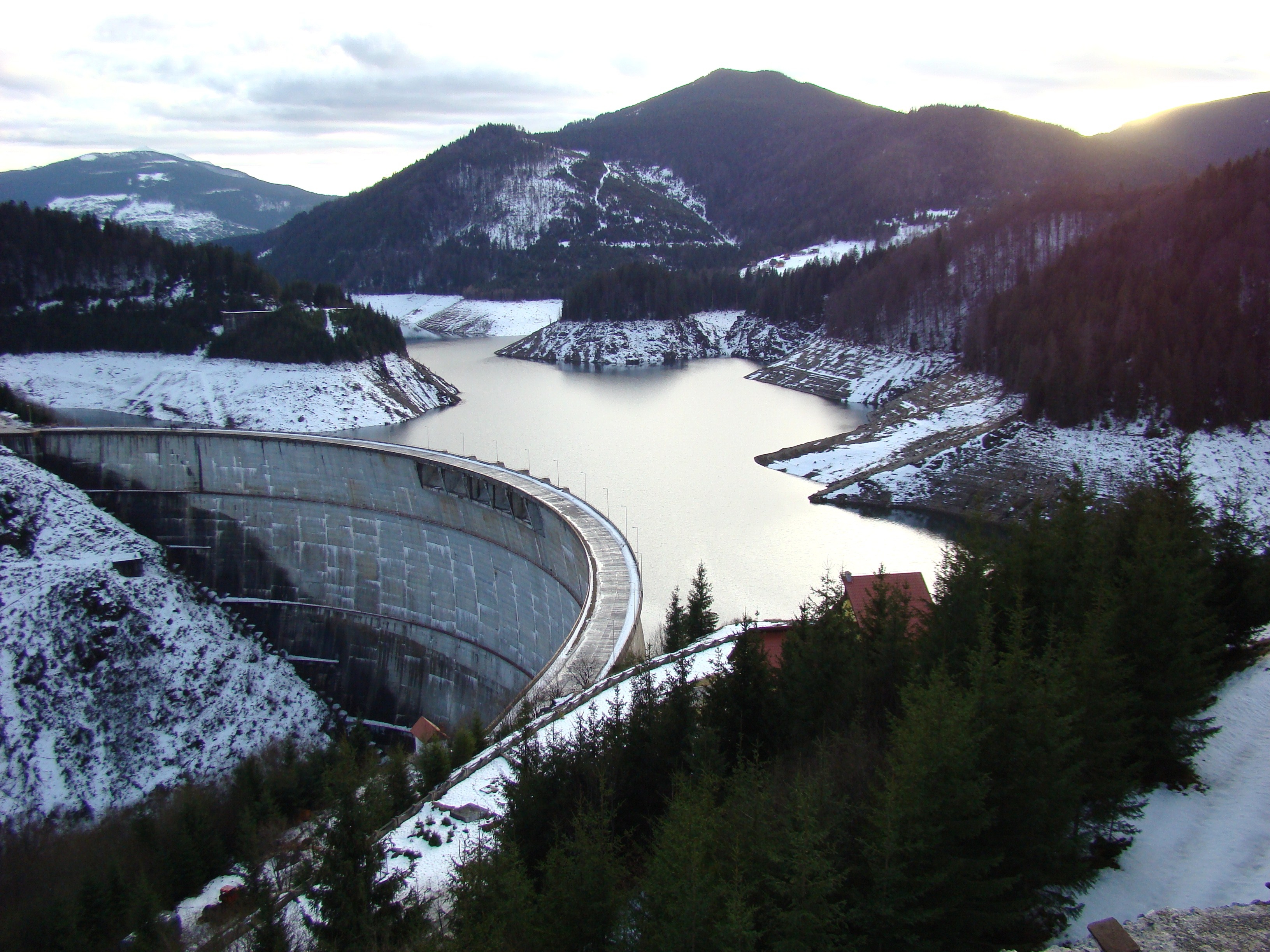
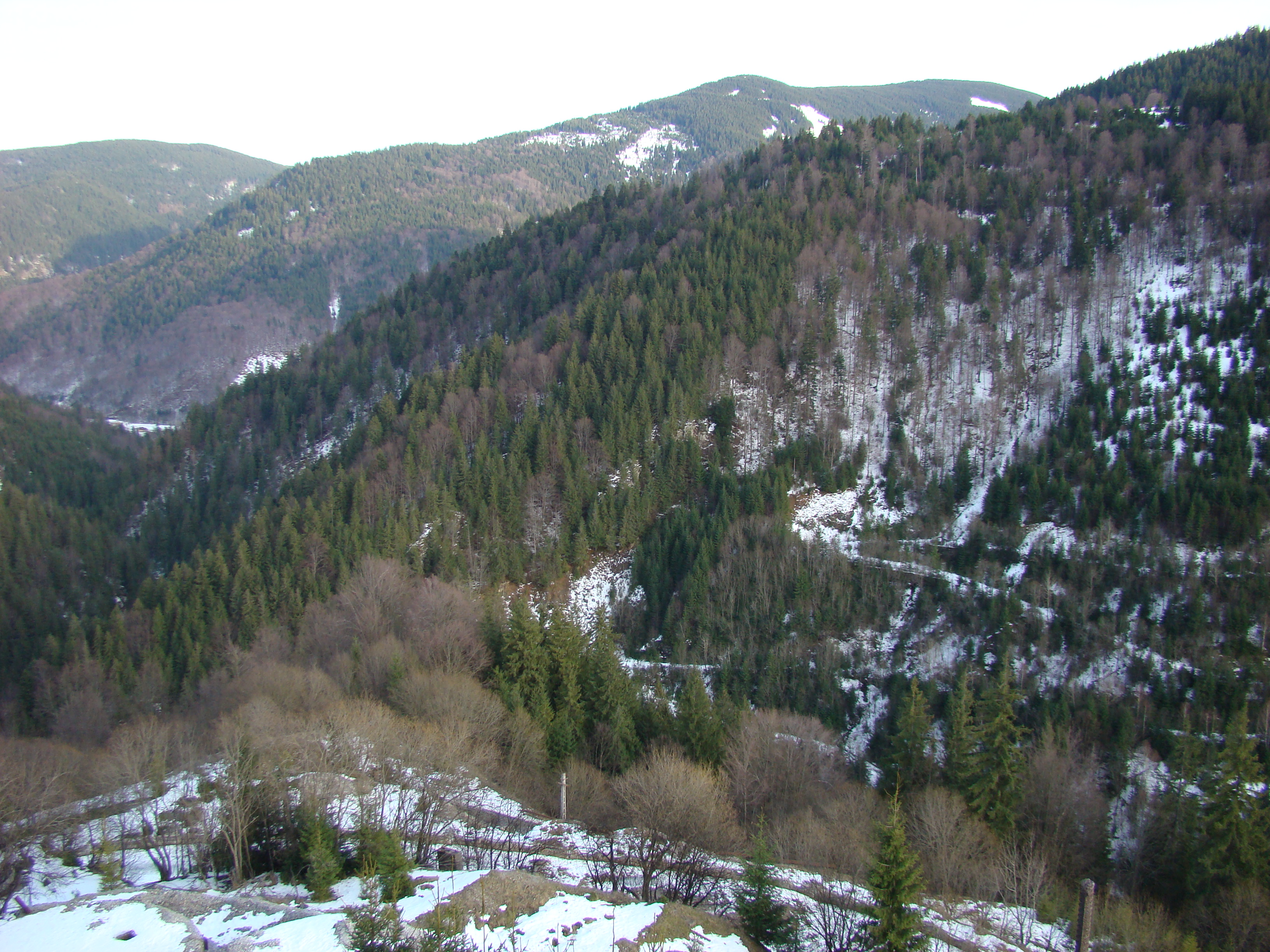
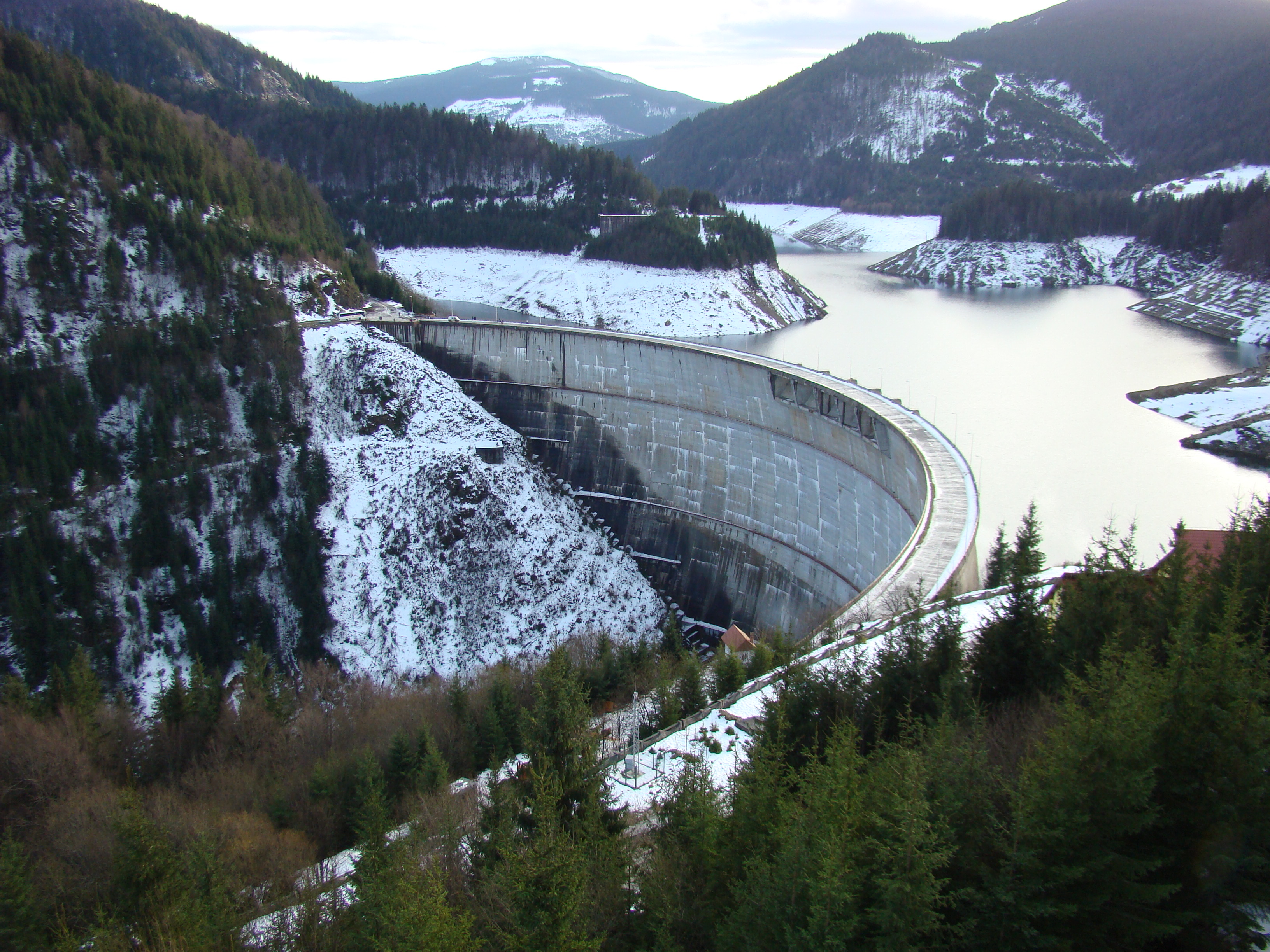
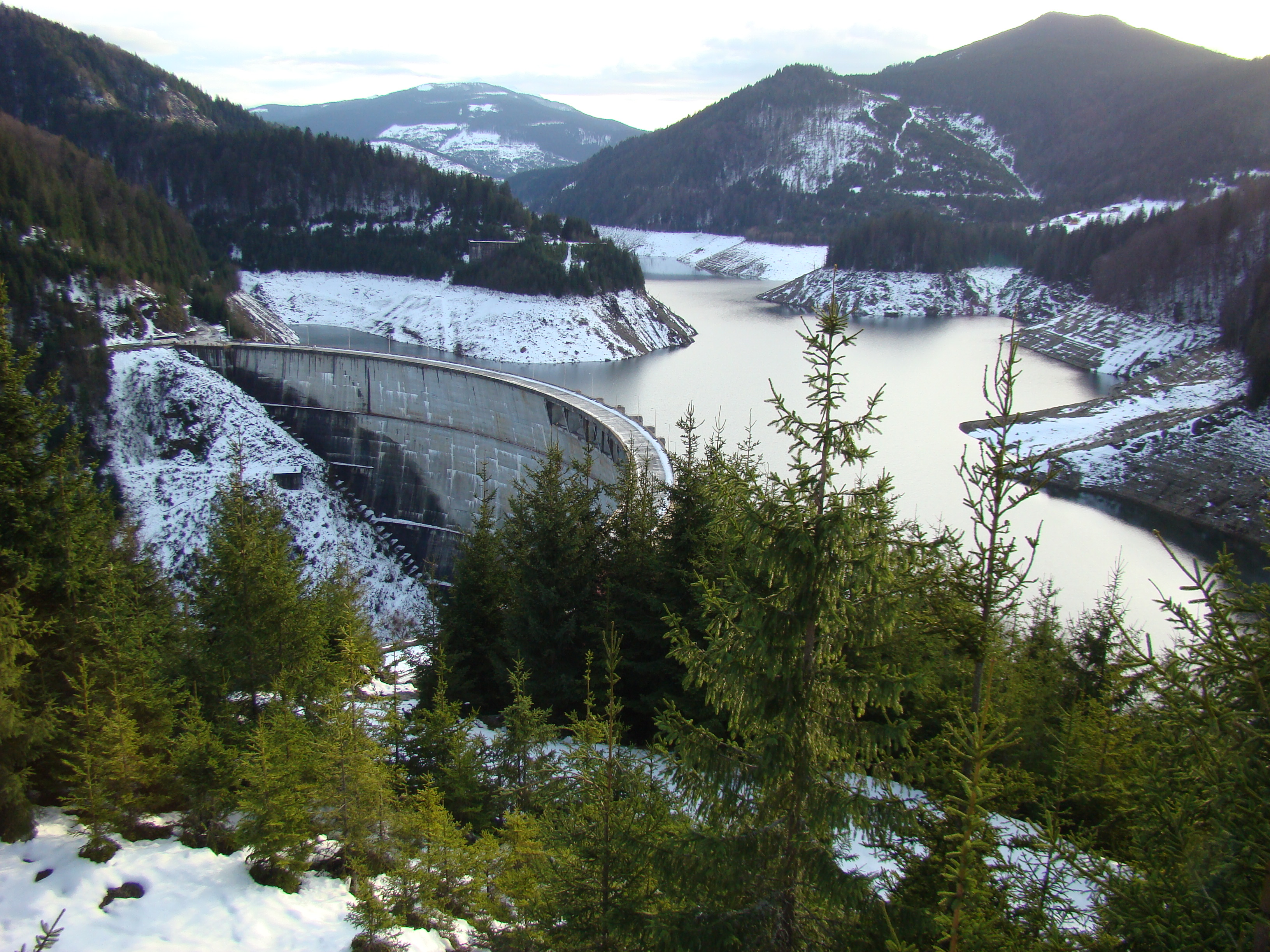
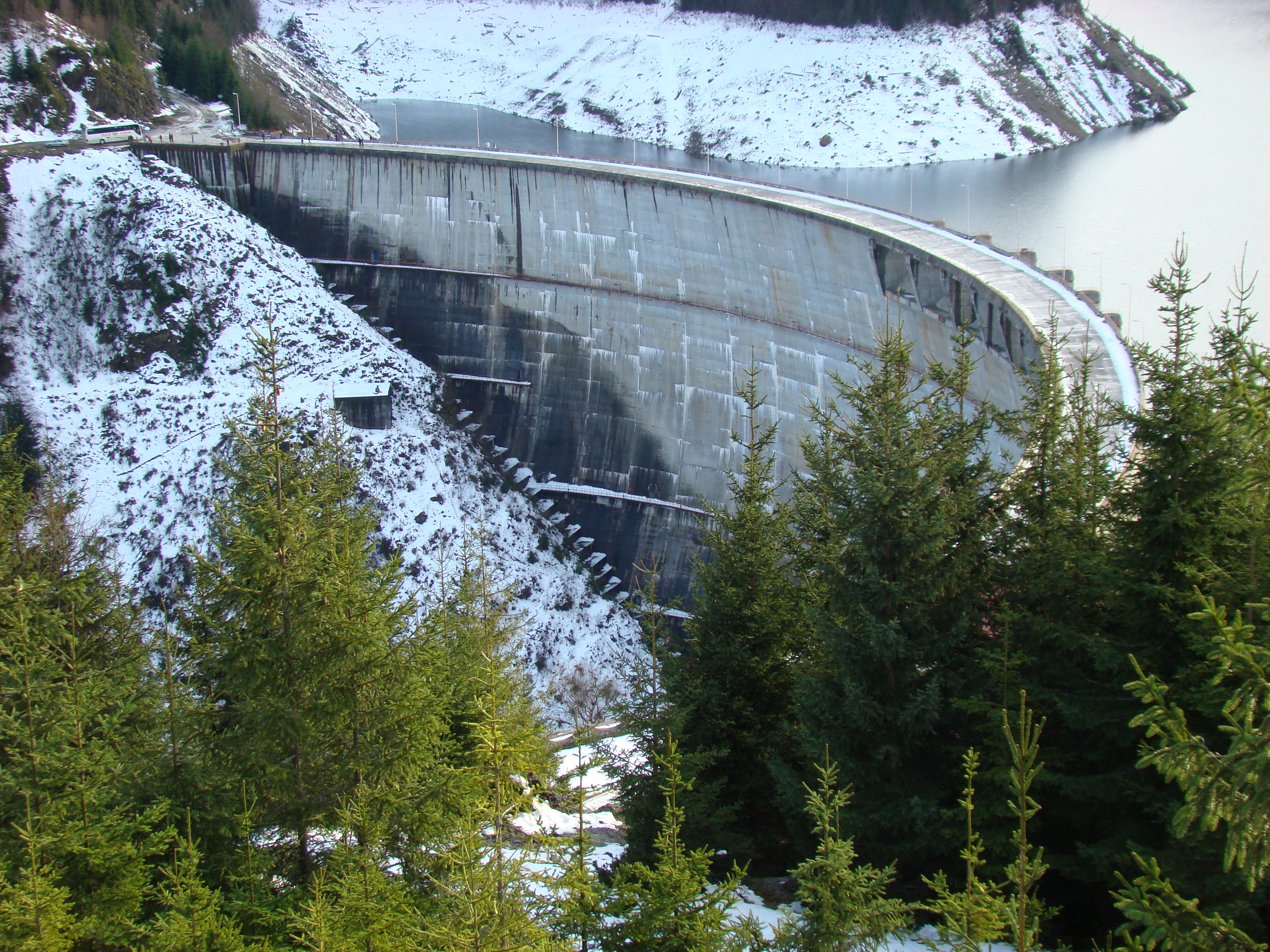
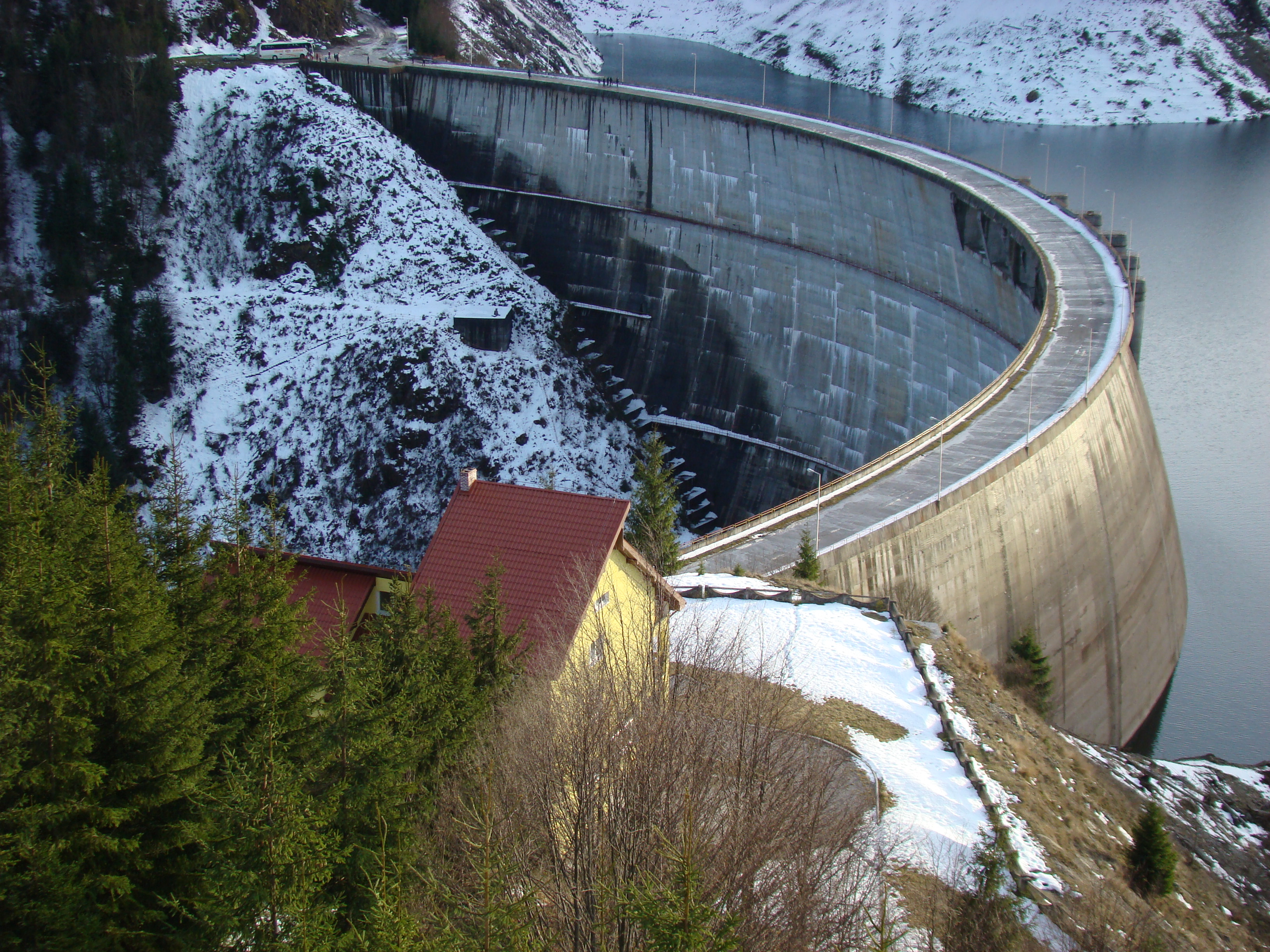
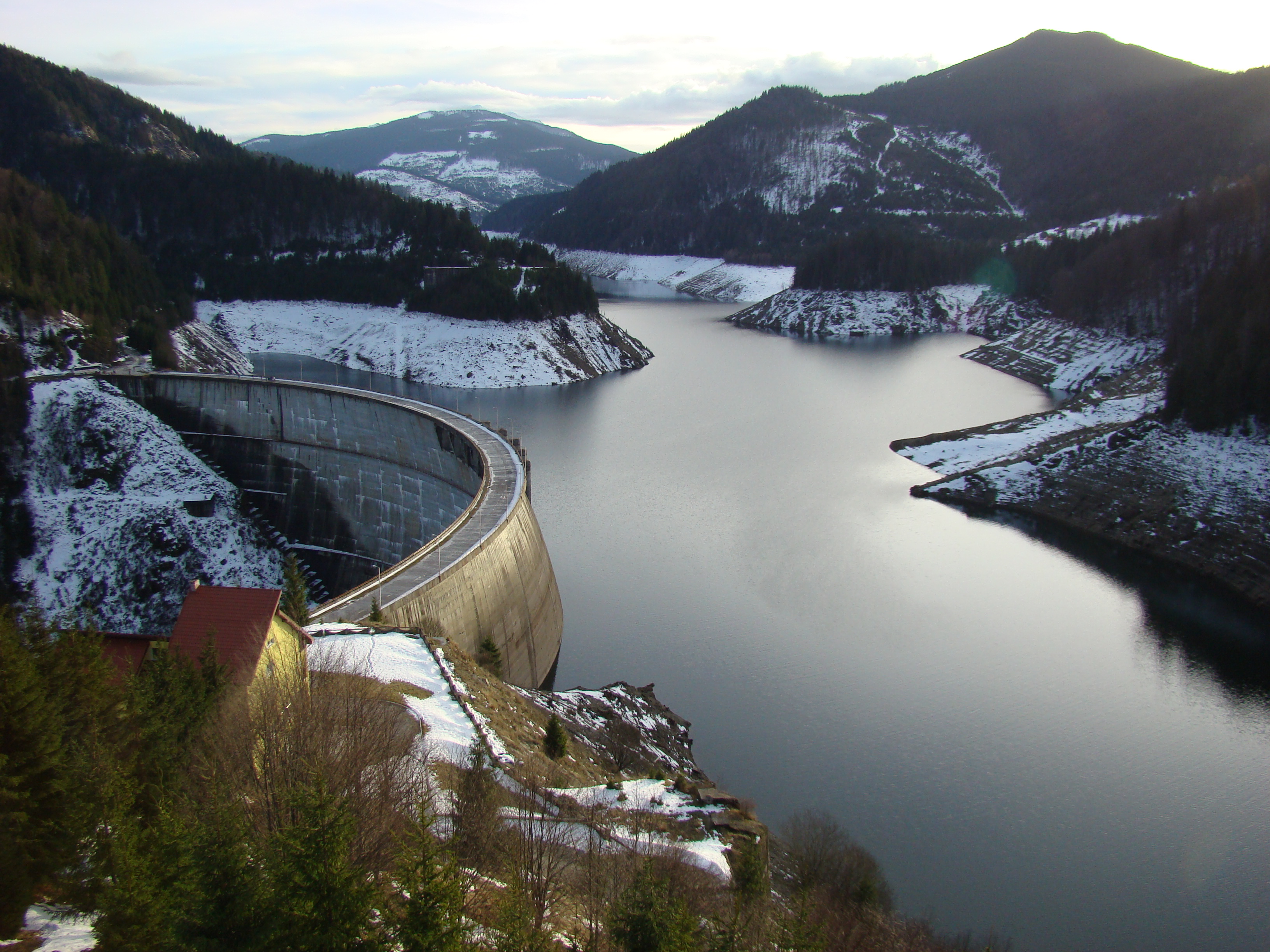
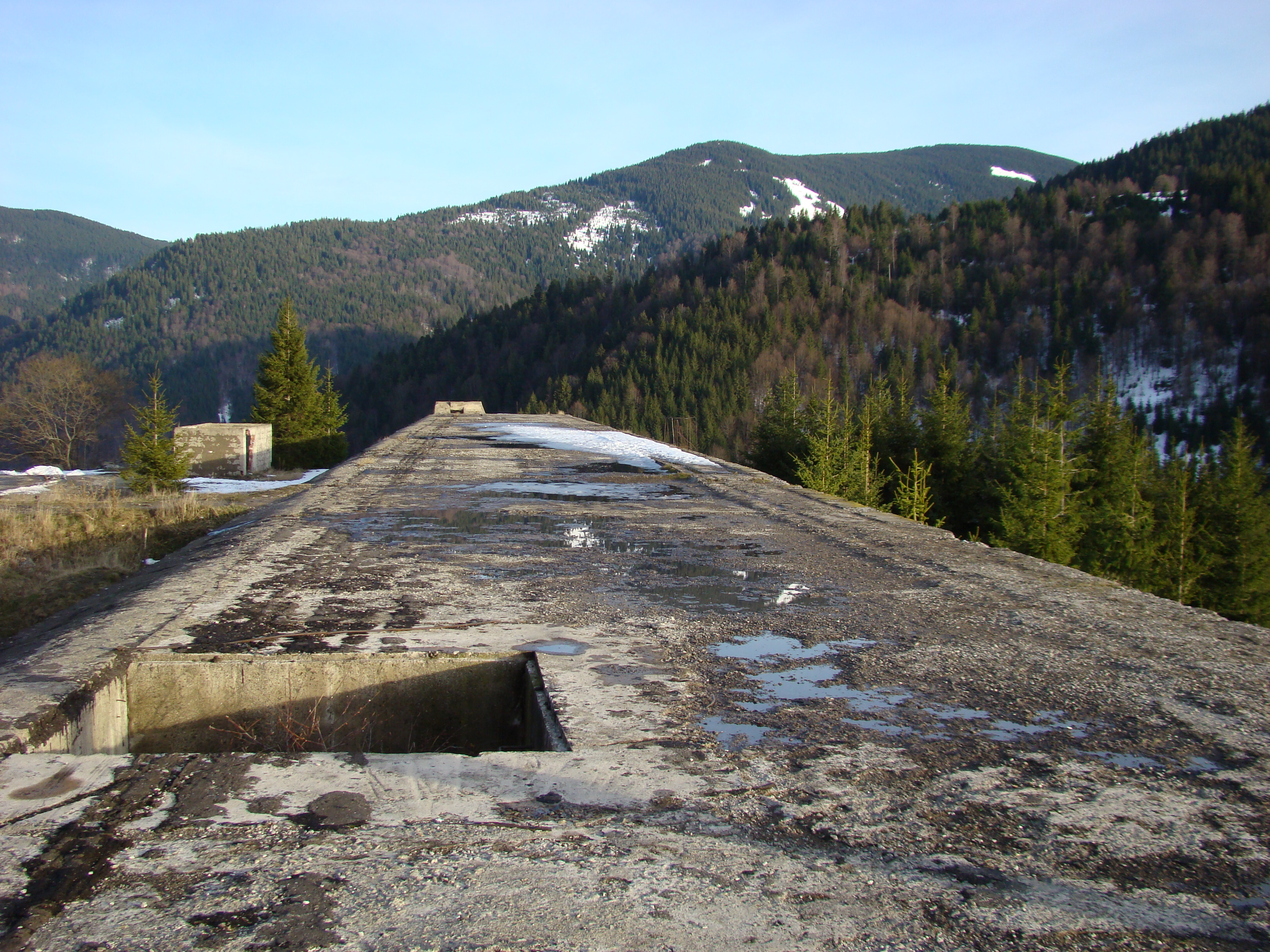
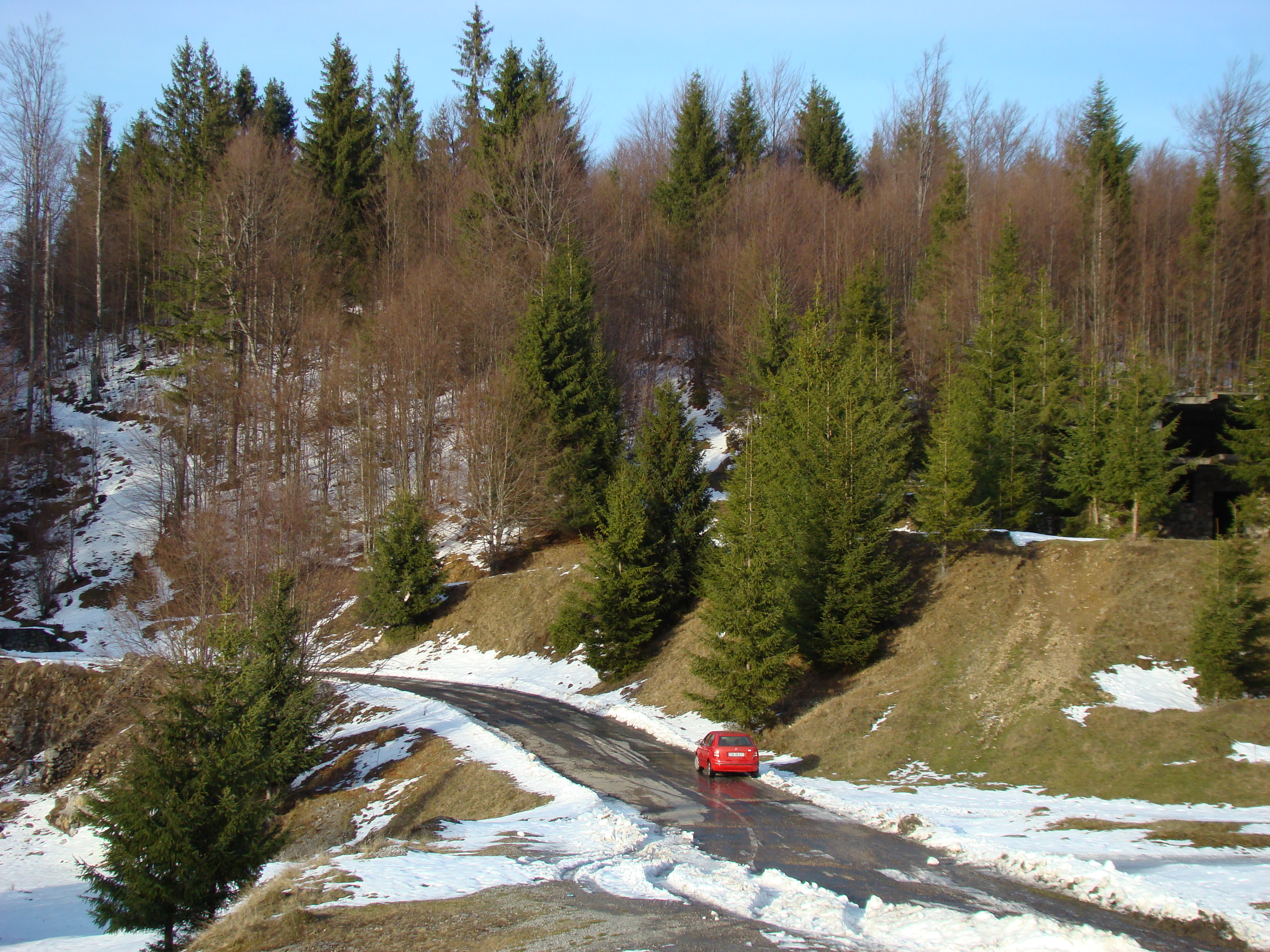
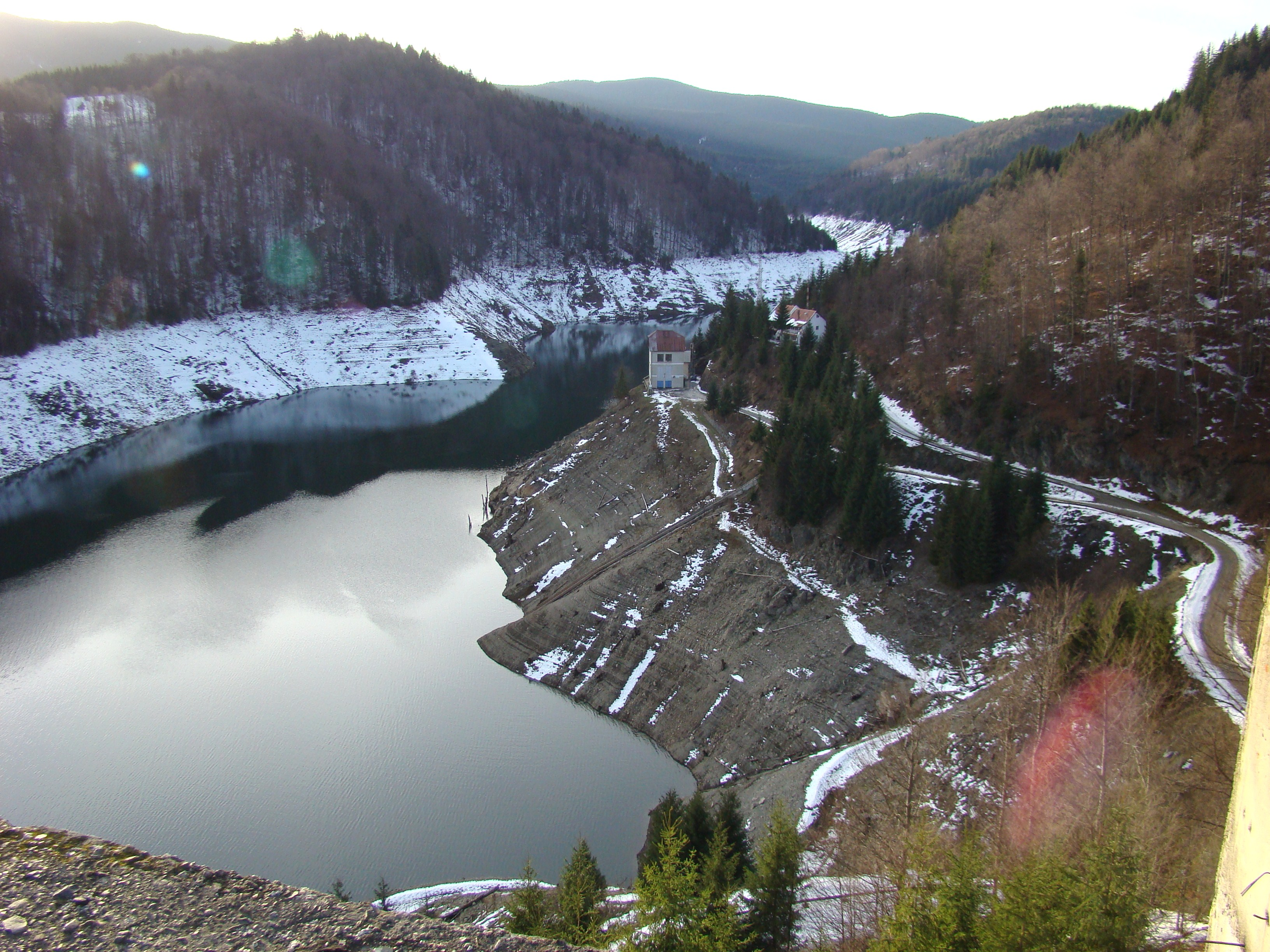
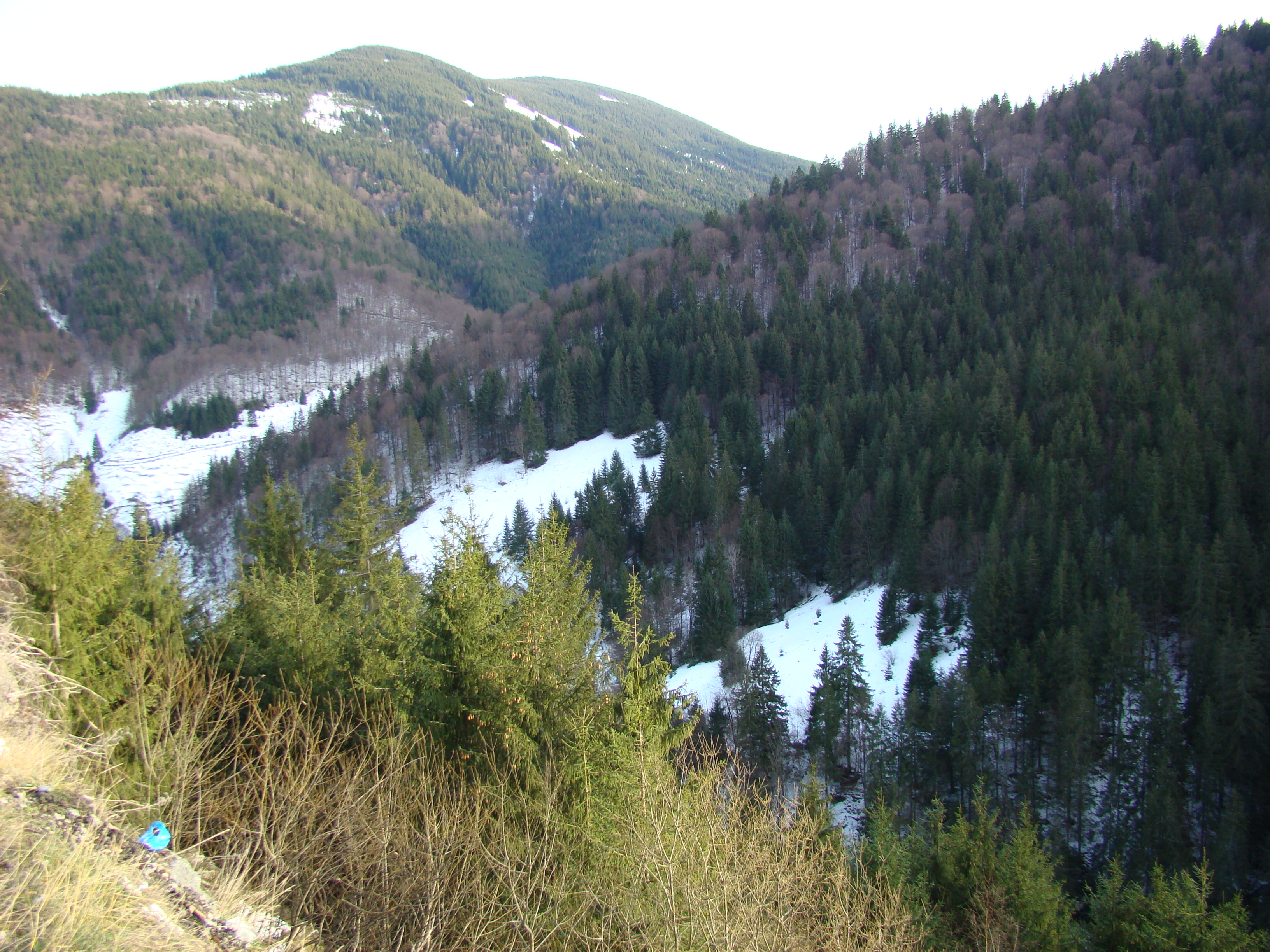

## Reportaje
- VIDEO Colț de rai: Cu drag, din Valea Drăganului, 13 februarie 2011, Adevărul